# Zarcasaurus tanyderus
Zarcasaurus tanyderus è un rettile estinto, appartenente agli areoscelidi. Visse nel Permiano inferiore (295 - 270 milioni di anni fa) e i suoi resti fossili sono stati ritrovati in America del Nord (Nuovo Messico).

## Descrizione
Questo piccolo animale è noto solo per fossili incompleti, comprendenti parte della mascella, alcune vertebre e ossa spezzate degli arti.
Doveva essere simile al più noto Araeoscelis ed era caratterizzato da alcune caratteristiche derivate: le vertebre cervicali sono più lunghe rispetto a quelle di Araeoscelis, con una lunghezza centrale che supera quella delle vertebre dorsali fino al doppio; altra caratteristica era l'assenza di una tacca prominente sul margine distale dell'astragalo che separa le faccette articolari per il quarto tarsale distale e il centrale.
Le caratteristiche primitive che distinguono Zarcasaurus da Araeoscelis includono l'omero privo di forame ectepicondilare, un processo sopracondilare sul condilo posteriore del femore, un'area concava di osso rifinito che separa le superfici articolari laterale e mediale all'estremità prossimale della tibia, la faccetta tibiale dell'astragalo convessa e non sviluppata in un modello a "cresta e solco".

## Classificazione
I fossili di Zarcasaurus tanyderus vennero trovati nella formazione Cutler del Nuovo Messico, in terreni risalenti al Permiano inferiore. Vennero descritti per la prima volta da Brinkman e colleghi nel 1984. Zarcasaurus è considerato un rappresentante degli areoscelidi, antichi rettili simili a lucertole e forse ancestrali ai diapsidi. 